# Ледник Городецкого
Ледник Городецкого — ледник на северном склоне хребта Заилийского Алатау. Состоит из левой и правой ветвей. Впервые в 1916 году ледник посетил дендролог и археолог Владимир Дмитриевич Городецкий (1878—1943), спустя 20 лет ледник назван его именем. В советское время на леднике работали видные гляциологи, среди которых был академик Академии наук Казахской ССР Николай Никитич Пальгов (1889—1970).

## Левая ветвь
Левая ветвь ледника начинается с крутых склонов осевого гребня, вершины которого возвышаются до 4000 м высоты. Объём льда ледника в этой ветви 0,14 км³. Фирновая линия ветви расположена на высоте 3770 м. Длина ветви 5,5 км, площадь 3,8 км². С 1982 года эта ветвь ледника отступает. Конец левой ветви с 1938 по 1961 годы отступил на 320 м, правый с 1923 по 1960 на 173 м.

## Правая ветвь
Правая ветвь расположена в западном направлении. Начинается от гребня бокового отрога, который отделяет бассейн реки Большая Алматинка от бассейна реки Талгар. Кончается ветвь на высоте 3650 м. Объём льда правой ветви равен 0,10 км³. На высоте 3830 м проходит фирновая линия.